# Uppåkra landskommun
Uppåkra landskommun var en tidigare kommun i dåvarande Malmöhus län.

## Administrativ historik
Den bildades när 1862 års kommunalförordningar trädde i kraft i Stora Uppåkra socken i Bara härad i Skåne.
Namnet var ursprungligen Stora Uppåkra, men det ändrades år 1923 till endast Uppåkra. Ingen särskiljning från annan administrativ enhet behövdes eftersom Lilla Uppåkra var en by inom samma församling och kommun.
Vid kommunreformen 1952 uppgick kommunen i Staffanstorps landskommun som 1971 ombildades till Staffanstorps kommun.

## Politik

### Mandatfördelning i valen 1938-1946
| 9 | 6 |

| 14 |

| 9 | 6 |

| 15 |

| 9 | 6 |

| 15 |